# لیان گارفیلد
لیان گارفیلد (انگلیسی: Leon Garfield؛ ۱۴ ژوئیهٔ ۱۹۲۱ – ۲ ژوئن ۱۹۹۶) یک نویسنده اهل بریتانیا بود.

شهرت او به‌واسطهٔ نگارش داستان‌های تاریخی برای کودکان بود، گرچه برای بزرگسالان هم می‌نوشت. برخی از آثار او به‌صورت کارتون یا سریال ساخته شده و در تلویزیون به نمایش درآمده است.